# Adolf Promber
Adolf Promber, né le 17 avril 1843 à Uherské Hradiště et mort le 3 février 1899 à Brünn, est un juriste et un homme politique autrichien.

## Biographie
Adolf Promber naît le 17 avril 1843 à Uherské Hradiště. Fils d'un collecteur d'impôts, il étudie à l'université de Vienne de 1860 à 1864.